# قارشاويات
القارشاويات (الاسم العلمي: Psoroptidia) هي رتيبة من الحيوانات تتبع طائفة العنكبوتيات من شعبة مفصليات الأرجل.

## فصائل
- القارمية